# کولوبرارو
کولوبرارو (به ایتالیایی: Colobraro) یک کومونه در ایتالیا است که در استان ماترا واقع شده‌است.

## خصوصیات
کولوبرارو ۶۵٫۹۱ کیلومترمربع مساحت و ۱٬۴۰۸ نفر جمعیت دارد و ۶۳۰ متر بالاتر از سطح دریا واقع شده‌است.